# Cayaponia racemosa
Cayaponia racemosa là một loài thực vật có hoa trong họ Cucurbitaceae. Loài này được (Mill.) Cogn. mô tả khoa học đầu tiên năm 1881.